# Białogóra (Dobrostany)
Białogóra (niem. Weißenberg; ukr. Біла Гора) – dawna kolonia, obecnie część wsi Dobrostany (ukr. Добростани) w rejonie jaworowskim obwodu lwowskiego. Leży na południe od Dobrostanów właściwych, na zachodnim brzegu strugi (blisko ujścia do Wereszycy), tworzącej dawniej Staw Białogórski, wzdłuż ulicy Białogóra (Bila Hora, Біла Гора).
Dawniej katolicka kolonia niemiecka, założona w 1786 roku. Zajmowała północną częśc gminy katastralnej Kamienobród i w 1880 roku  zamieszkiwało ją 380 ludzi w 46 domach. W II Rzeczypospolitej początkowo gmina jednostkowa w powiecie gródeckim województwie lwowskim. W 1921 liczba mieszkańców gminy Białogóra wynosiła 484. W związku z reformą administracyjną kraju 1 sierpnia 1934 roku Białogóra została siedzibą wiejskiej zbiorowej gminy Białogóra w powiecie gródeckim, w obrębie której utworzyła gromadę, składającą się z miejscowości Białogóra, Girskie, Granica i Za Koleją.
Podczas II wojny światowej weszła w skład powiatu lwowskiego (Kreishauptmannschaft Lemberg), należącego do dystryktu Galicja w Generalnym Gubernatorstwie, gdzie została włączona do nowo utworzonej gminy Dobrostany; liczba mieszkańców w 1943 roku wynosiła 615.
Po II wojnie światowej weszła w struktury ZSRR (Ukraińskiej SRR), gdzie została włączona do Dobrostanów.

## Znani ludzie
W 1895 roku w Białogórze urodził się Antoni Hajzik – major piechoty w stanie spoczynku Wojska Polskiego, kawaler Krzyża Walecznych, ofiara zbrodni katyńskiej.